# 北の脇海岸
北の脇海岸（きたのわきかいがん）は、徳島県阿南市中林町にある紀伊水道に面した海岸である。日本の渚百選に選定。
また夏季に開かれる北の脇海水浴場はとくしま88景に選定されている。厚生省時代には、「日本一美しい海岸」と指定された。

## 地理
阿南市中林町と見能林町にまたがる海岸で、JR見能林駅から東へ2kmに位置する。海水浴場として知られ、30haに余る松原と約2kmの砂浜が広がる。

## 北の脇海水浴場
紀伊水道と遠く伊島を望んで美しい自然環境、遠浅の地形、水質、規模等の上から徳島県下有数の海水浴場である。1950年（昭和25年）以来、見能林村が脱衣所・監視所・シャワー室等の設備を次第に整え、阿南市に合併後はレジャーブームに乗り、遠くは京阪神から客が訪れる。
透明度・酸素要求量等は西日本一といわれ、立地・交通条件、受け入れ体制等が完備された海水浴場である。毎年7月1日が海開きで、シーズンオフには地元漁民たちによる観光地引網を催す。また、北端には中林漁港がある。

## 交通
- JR牟岐線見能林駅より車で約3分。